# Morti nel 1969/Maggio
| Questa pagina contiene informazioni ricavate automaticamente dalle voci biografiche con l'ausilio del template Bio e di un bot. L'aggiornamento è periodico e automatico e ricostruisce completamente la pagina. Se manca una persona in questa lista, sei pregato di non aggiungerla, ma accertati piuttosto che la sua voce biografica contenga il template Bio e che i dati anagrafici siano correttamente compilati. Se il template Bio manca, inseriscilo tu stesso o, in alternativa, metti l'avviso {{tmp\|Bio}} che ne segnala la mancanza. Se i dati riportati sono sbagliati, correggi direttamente la voce biografica; le modifiche saranno visibili in questa lista entro pochi giorni. Per chiarimenti vedi il progetto biografie. La lista contiene solo le 92 persone che sono citate nell'enciclopedia e per le quali è stato implementato correttamente il template Bio. Pagina aggiornata al 3 mar 2024. |

- 2 maggio - Robert Arthur, scrittore statunitense (n. 1909)
- 2 maggio - Jānis Bebris, calciatore lettone (n. 1917)
- 2 maggio - Franz von Papen, militare, politico e diplomatico tedesco (n. 1879)
- 3 maggio - Karl Freund, regista e direttore della fotografia tedesco (n. 1890)
- 3 maggio - Raimondo del Balzo di Presenzano, sacerdote italiano (n. 1898)
- 4 maggio - Osbert Sitwell, scrittore britannico (n. 1892)
- 5 maggio - Paul Gailly, pallanuotista belga (n. 1894)
- 5 maggio - Giacomo Marassi, calciatore italiano (n. 1886)
- 5 maggio - Osman Seidu, calciatore ghanese (n. 1936)
- 5 maggio - Louis Tessier, calciatore francese (n. 1889)
- 6 maggio - Don Drummond, trombonista e compositore giamaicano (n. 1934)
- 6 maggio - Paolo Dore, matematico e geodeta italiano (n. 1892)
- 7 maggio - Lajos Czeizler, calciatore e allenatore di calcio ungherese (n. 1893)
- 8 maggio - Almina, contessa di Carnarvon, nobile inglese (n. 1876)
- 9 maggio - Francesco Giontella, imprenditore e politico italiano (n. 1895)
- 9 maggio - Vincenzo Musolino, attore e regista italiano (n. 1930)
- 9 maggio - Saverio Seracini, compositore, chitarrista e direttore d'orchestra italiano (n. 1905)
- 10 maggio - Luigi Gerbella, ingegnere italiano (n. 1892)
- 11 maggio - Corrado Archibugi, violinista e compositore italiano (n. 1889)
- 11 maggio - Salomão Barbosa Ferraz, vescovo cattolico brasiliano (n. 1880)
- 11 maggio - Eduard Dubyns'kyj, calciatore sovietico (n. 1935)
- 11 maggio - Clotilde García Borrero, attivista colombiana (n. 1887)
- 11 maggio - José Ramos, calciatore e allenatore di calcio argentino (n. 1918)
- 11 maggio - Eric Stacey, regista britannico (n. 1903)
- 12 maggio - Martin Lamble, batterista inglese (n. 1949)
- 13 maggio - Jimmy Fleming, calciatore scozzese (n. 1903)
- 13 maggio - Salvatore Frascino, critico letterario e educatore italiano (n. 1899)
- 13 maggio - Lodovico Szathvary, dirigente sportivo italiano (n. 1894)
- 14 maggio - Enid Bennett, attrice australiana (n. 1893)
- 14 maggio - Frederick Lane, nuotatore australiano (n. 1880)
- 14 maggio - Raymond Louviot, ciclista su strada, pistard e dirigente sportivo francese (n. 1908)
- 14 maggio - Walter Pitts, matematico statunitense (n. 1923)
- 15 maggio - Ferante Colnago, calciatore jugoslavo (n. 1907)
- 15 maggio - Giacomo Gianora, calciatore italiano (n. 1905)
- 15 maggio - Joe Malone, hockeista su ghiaccio canadese (n. 1890)
- 15 maggio - Robert R.,  statunitense (n. 1953)
- 16 maggio - Lewis Casson, attore e regista teatrale britannico (n. 1875)
- 17 maggio - Josef Beran, cardinale e arcivescovo cattolico ceco (n. 1888)
- 17 maggio - Gerhardus H. Goethart, compositore di scacchi olandese (n. 1892)
- 18 maggio - Ludwig Berger, regista, sceneggiatore e attore tedesco (n. 1892)
- 18 maggio - Victor Mallet, diplomatico britannico (n. 1893)
- 18 maggio - Luigi Petrillo, militare e pentatleta italiano (n. 1903)
- 19 maggio - Coleman Hawkins, sassofonista statunitense (n. 1904)
- 19 maggio - Onofrio Jannuzzi, politico e avvocato italiano (n. 1902)
- 19 maggio - Eberhard von Mackensen, generale tedesco (n. 1889)
- 19 maggio - Giulio Trevisani, scrittore italiano (n. 1890)
- 19 maggio - Vasco Valerio, tennista e produttore cinematografico italiano (n. 1910)
- 20 maggio - Victor Daimaca, docente romeno (n. 1892)
- 20 maggio - Umberto Rouselle, ammiraglio italiano (n. 1898)
- 20 maggio - Fred Sherman, attore statunitense (n. 1905)
- 20 maggio - Jack Stevens, generale e dirigente pubblico australiano (n. 1896)
- 21 maggio - William Bakewell, marinaio e esploratore statunitense (n. 1888)
- 21 maggio - Luigi Cova, politico italiano (n. 1881)
- 21 maggio - Enrico Ferdinando d'Asburgo-Lorena, nobile austriaco (n. 1878)
- 21 maggio - Kamil Ocak, cestista turco (n. 1914)
- 21 maggio - Enzo Pensotti, calciatore italiano (n. 1894)
- 21 maggio - Simon Vratsian, politico e attivista armeno (n. 1882)
- 22 maggio - Nisa, paroliere e disegnatore italiano (n. 1910)
- 23 maggio - Peter Alma, pittore olandese (n. 1886)
- 23 maggio - Giuseppe Fioranti, calciatore italiano (n. 1888)
- 23 maggio - Frank Gray, fisico statunitense (n. 1887)
- 23 maggio - Jimmy McHugh, compositore statunitense (n. 1894)
- 23 maggio - Jack Weinstock, librettista e commediografo statunitense (n. 1905)
- 23 maggio - Lejaren à Hiller, fotografo, illustratore e produttore cinematografico statunitense (n. 1880)
- 24 maggio - Paul Birch, attore statunitense (n. 1912)
- 24 maggio - Hjalmar Cedercrona, ginnasta svedese (n. 1883)
- 24 maggio - Richard Garland, attore statunitense (n. 1927)
- 24 maggio - Mitzi Green, attrice statunitense (n. 1920)
- 24 maggio - Benito Partisani, pittore, scultore e ceramista italiano (n. 1906)
- 24 maggio - Emilio Salafia, schermidore italiano (n. 1910)
- 24 maggio - Miklós Szilvásy, lottatore ungherese (n. 1925)
- 24 maggio - Rafael Vega de los Reyes, torero spagnolo (n. 1915)
- 26 maggio - Paul Hawkins, pilota di Formula 1 australiano (n. 1937)
- 26 maggio - Pio Manzù, designer italiano (n. 1939)
- 26 maggio - Lucio Piccolo, poeta, esoterista e musicologo italiano (n. 1901)
- 26 maggio - Enrico Quaresima, linguista italiano (n. 1883)
- 27 maggio - Jørgen Brinch Hansen, ingegnere danese (n. 1909)
- 27 maggio - Muhammad Fareed Didi, sultano maldiviano (n. 1901)
- 27 maggio - Jeffrey Hunter, attore statunitense (n. 1926)
- 28 maggio - Bruno Credaro, educatore, alpinista e politico italiano (n. 1893)
- 28 maggio - Knut Heyerdahl-Larsen, calciatore norvegese (n. 1887)
- 28 maggio - Uguccione Ranieri di Sorbello, giornalista, scrittore e militare italiano (n. 1906)
- 28 maggio - Rhys Williams, attore gallese (n. 1897)
- 29 maggio - Sonia Abeloos, pittrice belga (n. 1876)
- 29 maggio - Roy McKay, giocatore di football americano statunitense (n. 1920)
- 30 maggio - Henry Aubrey-Fletcher, scrittore e militare britannico (n. 1887)
- 30 maggio - Billy Lacey, calciatore irlandese (n. 1889)
- 31 maggio - Irene Brin, giornalista, scrittrice e gallerista italiana (n. 1911)
- 31 maggio - Silvestre Igoa, calciatore spagnolo (n. 1920)
- 31 maggio - Hilde Körber, attrice austriaca (n. 1906)
- 31 maggio - Alfred Lanctôt, missionario e vescovo cattolico canadese (n. 1912)
- 31 maggio - Jozua François Naudé, politico sudafricano (n. 1889)